# Passy
Passy régi település Szajna megyében, amelyet 1860. január 1-jén csatoltak Párizshoz. Az ősi Auteuil kommunával együtt ettől az időponttól kezdve a francia főváros 16. kerületét alkotja. Nem tévesztendő össze Passy-sur-Seine településsel.

## Története

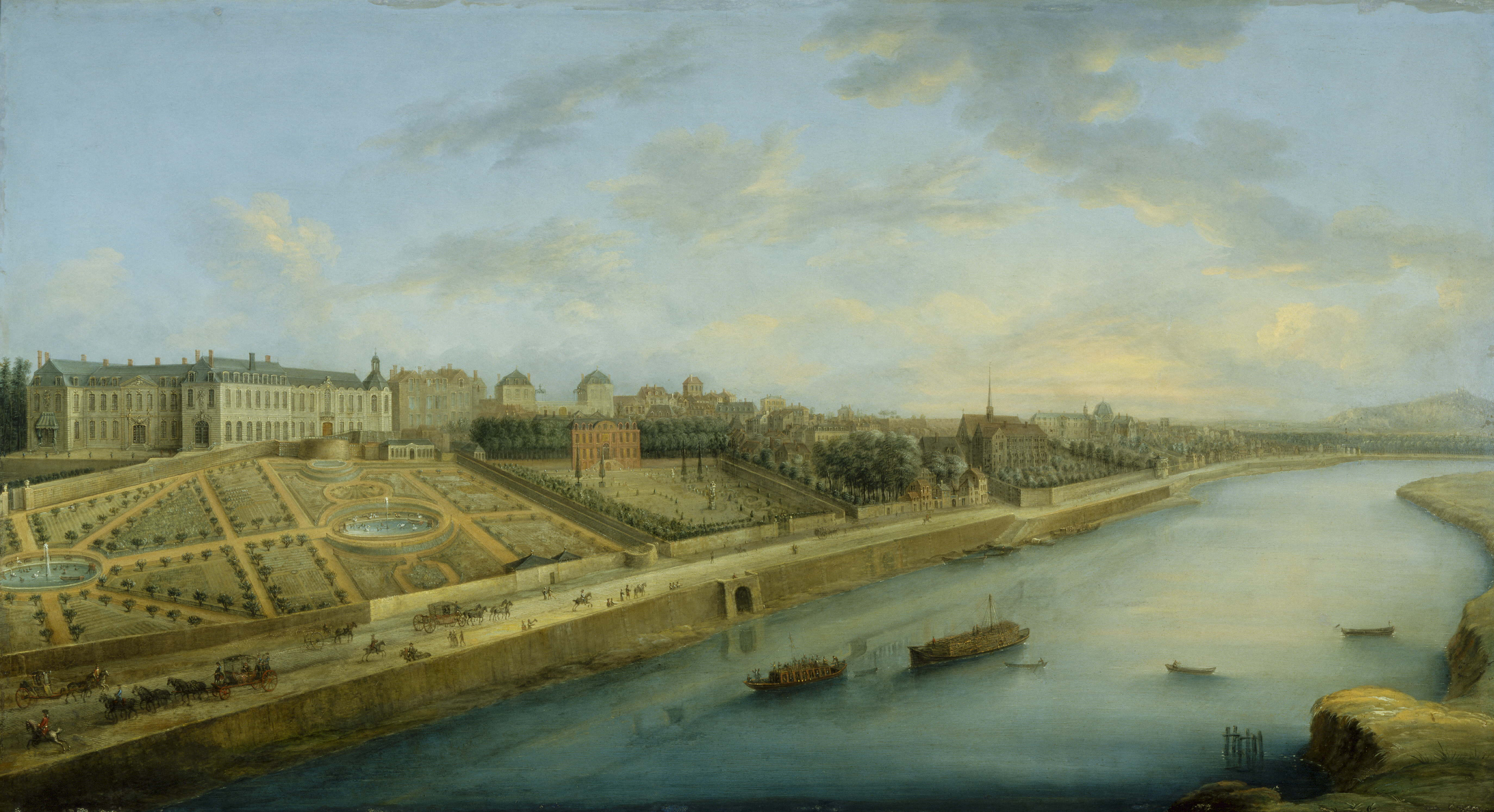
Boulainvilliers kastélya Charles-Léopold Grevenbroeck festményén (1743)

Passy Passicium (vagy Paciacum) néven térképen először 1250-ben jelent meg. Első ura Jeanne de Paillard volt 1416-ban.
A 14. században V. Károly francia király felhatalmazta a lakosságot, hogy falakkal vegyék körül szántóföldjeiket. Egy évszázaddal később Passyt úrbéri rangra emelték.

## Passy falu a következőkből állt
- Boulainvilliers-kastély (a név 1747-ből származik): ez a terület a Radio France jelenlegi székhelyétől az Avenue Mozartig terjedt. A méretét Samuel Bernard bankárnak köszönhetjük.
- Passy-síkság, ahol számos szélmalom működött, egészen a 19. századig.
- Egy harmadik birtok, amely a Szajnáig nyúlik le, ahol az Hôtel de Lamballe, a török nagykövetség székhelye.

Claude Chahu, Passy ura, pénzember és a király tanácsadója 1666-ban építtetett itt kápolnát, a Notre-Dame-de-Grâce-t, amely 1672-ben önálló plébániává vált. Boulainvilliers márkija volt az utolsó ura.
1720-ban három vastartalmú vízforrást fedeztek fel, s a hely rövid időn belül Passy közkedvelt gyógyfürdőjévé vált.
1790-től 1795-ig Passy Franciade kerület kantonja volt.
1860-ban, amikor Párizs vámövezetből Thiers városává bővült, Passy községet megszüntették, és területét felosztották Párizs és Boulogne között.

## Nevezetes személyek
Itt halt meg Niccolò Piccinni, és itt élt élete utolsó éveiben a másik nagy olasz zeneszerző, Gioachino Rossini.

## Metro
Passyt a 6-os metró, a Passy metróállomás, a rue de l'Alboni, a Square de l'Alboni, a Place du Costa Rica és az avenue du Président-Kennedy között éri el.